# Spike Milligan
Terence Alan Milligan (Ahmednagar, India; 16 de abril de 1918-Rye, Reino Unido; 27 de febrero de 2002), más conocido como Spike Milligan, fue un actor, cómico, escritor, poeta y músico irlandés nacido en India.

## Shows de comedia radial
- The Goon Show (1951–1960)
- The Idiot Weekly (1958–1962)
- The Omar Khayyam Show (1963–1964)
- Milligna (o Your Favourite Spike) (1972) título basado en la introducción de Milligan en The Last Goon Show of All como "Spike Milligna, the well-known typing error".
- The Milligan Papers (1987)

## Otros shows de radio
Milligan contribuyó con sus recolecciones de la niñez de la India, para la aclamada serie de 1970 de la BBC Plain Tales From The Raj: serie publicada en texto en 1975 por Andre Deutsch, editado por Charles Allen.

## Shows de comedia de TV
- The Idiot Weekly, Price 2d
- A Show Called Fred
- Son of Fred
- The World of Beachcomber
- The Q series: Q5, Q6, Q7, Q8, Q9, There's a Lot of It About
- Curry & Chips

## Otras notables obras de TV
- Six-Five Special, comenzó el 31 de agosto de 1957. Spike Milligan hacía de inventor: Mr. Pym, y actuaba como un carnicero en el sketch
- This is Your Life, 11 de abril de 1973. Con Sellers, Bentine, y muchos otros. Secombe hablaba vía grabación de TVg, así como su gran amigo Robert Graves
- En 1975 Milligan coescribte (con Neil Shand) y coprotagoniza en un sitcom de la BBC TV: The Melting Pot.[1] En su casting de personajes incluyó a dos ilegales hindúes, un iraní, un chino Cockney, un escocés árabe y numerosos otros estereotipos raciales. Luego de su aparición del piloto, la serie se cancela por ser demasiado ofensiva para TV. Cinco episodios permanecen no vistos. Algunos de los caracteres y situaciones se reusarob en la novela de Milligan The Looney
- Tiswas - 1981 ed.
- Aparición como invitado a lo largo con Peter Cook en Kenny Everett's Christmas Show,  1985
- Jugó el papel de un extranjero en episodio de 1987 de In Sickness and in Health
- Narrador de The Ratties (1987), serie de dibujitos para niños escrita por Mike Wallis y Laura Milligan, (hija de Spike)
- The Phantom Raspberry Blower of Old London Town como serie en The Two Ronnies en los 1970s
- Estrella invitada especial el 18 de enero de 1979 edición de The Muppet Show
- Estrella invitada en el 3.er episodio del drama BBC Scotland Takin' Over the Asylum (1994)
- Narrador en show TV 1995  Wolves, Witches and Giants: dibujos animados basados en el libro homónimo, con historias reescritas clásicas como Little Red Riding Hood y Cenicienta, con vuelta de tuercas. El programa gana el Galardón 1995 Royal Television Society por Mejor Entretenimiento Infantil, y nominado para el mismo premio en 1997
- Invitado en Series 4, Episodio 3 de Room 101 en 1999

## Teatro
- Treasure Island (1961, 1973–1975)
- The Bed-Sitting Room (1963, 1967) escrito por Milligan y John Antrobus
- Oblómov abierto en Lyric Theatre, Hammersmith, en 1964. Se basó en el clásico ruso por Iván Goncharov, dando a Milligan la oportunidad actoral de un rol en cama. Inseguro de su material, en la primera noche improvisó con gran éxito, poniendo a la audiencia como parte de su puesta, y continuó de esa manera por el resto de las funciones, y en tour como 'Hijo de Oblomov'. El show estuvo en The Comedy Theatre de Londres en 1965.

## Películas
- Down Among the Z Men (1952): de Eccles en el agente blanco y negro secreto con todos los Goons, incluyendo a Michael Bentine y al anunciador original  Andrew Timothy
- The Case of the Mukkinese Battle Horn (1956), a Goon-like 2-reel comedy ("Mukkinese" = "mucky knees").
- The Running, Jumping and Standing Still Film (1960), comedia en silencio, debutando Richard Lester
- Country postman Harold Petts en Postman's Knock (1962).
- The Bed-Sitting Room (1969), post-apocalyptic comedy con Peter Cook y Dudley Moore y Arthur Lowe; escrito por John Antrobus basada en los papeles de Milligan/Antrobus.  Milligan tuvo un pequeño rol como el cartero "Mate", que era también el nombre del carácter de The Goon Show
- El guardia de tráfico que se come el ticket en The Magic Christian (1969)
- Alice's Adventures in Wonderland (1972) como Grifón
- Adolf Hitler: My Part in his Downfall (1972), filme del primer volumen de su autobiografía. Spike hizo la parte de su padre. El rol de Spike joven lo hizo Jim Dale
- El mánager decrépito de un hotel de Londres en Bruce Beresford's The Adventures of Barry McKenzie (1972)
- Digby, the Biggest Dog in the World (1973) comedia infantil
- Monsieur Bonacieux, esposo de Madame Bonacieux (Raquel Welch) en Richard Lester's Los Tres Mosqueteros (1973)
- The Great McGonagall (1974), de un poeta mediocre escocés (basada en William Topaz McGonagall) y pasa a ser laureado, con Peter Sellers como la Reina Victoria
- El decrépito Geste family retainer Crumpet en The Last Remake of Beau Geste (1977), con Marty Feldman
- Un policía que brevemente habla con el Dr. Watson y con Stapleton cuando arriban a los moors en The Hound of the Baskervilles
- El profeta abandonado por su flock en Life of Brian (1979)
- Monsieur Rimbaud en History of the World, Part I (1981)
- Un royal herald flunkie who accidentally blows a spy's cover en Yellowbeard (1983)

## Libros
- Silly Verse for Kids (1959); the 1968 paperback edition omits one poem and adds some from the next two books
- A Dustbin of Milligan (1961, Dobson Books). Subsequent reprints by Tandem, London, 1965-1975. This book contains a good representation of Milligan's earlier writing style, including poems, cartoons, short stories, letters to Secombe, and his views on some issues.
- Goblins (1978)  colección de poemas
- The Little Pot Boiler (1963)
- Puckoon (1963)
- A Book of Bits, or A Bit of a Book (1965)
- A Book of Milliganimals (1968)
- Badjelly the Witch (1973)

- The Goon Show Scripts (1973). London: Sphere. Milligan's selection of scripts.
- More Goon Show Scripts (1974, paperback). London: Sphere. ISBN 0-7221-6077-1. Milligan's selection of scripts. [Original, London, Woburn Press, 1973]
- The Lost Goon Shows (1987). London: Robson. Milligan's selection of scripts.

- The Bedsitting Room. First published in Great Britain by Margaret & Jack Hobbs, 1970. Published by Universal-Tandem, 1972. Tandem, 1973. © 1970 Spike Milligan & John Antrobus.
- The Looney: An Irish Fantasy (1987)
- The Bedside Milligan
- "The War (and Peace) Memoirs"
  - The seven memoirs were also recorded as talking books with Spike reciting them in his own inimitable style.
  - Adolf Hitler: My Part in His Downfall (1971)
  - "Rommel?" "Gunner Who?" (1974)
  - Monty: His Part in My Victory (1976)
    - This and the previous two books were released and publicised as the first, second and third part respectively of a trilogy.

  - Mussolini: His Part in My Downfall (1978)
    - This was announced as the fourth part of his "increasingly misnamed" trilogy.

  - Where Have All the Bullets Gone? (1985)
  - Goodbye Soldier (1986)
  - Peace Work (1992)
- Small Dreams of a Scorpion
- Hidden Words: Collected Poems
- Open Heart University
- Startling Verse for All the Family
- Sir Nobonk and the Terrible Dreadful Awful Naughty Nasty Dragon
- A Mad Medley of Milligan
- Transports of Delight (Sidgwick & Jackson 1974)
- More Transports of Delight
- Depression and How to Survive It (con el profesor Anthony Clare), biografía médica
- It Ends with Magic
- The Murphy (Virgin, 2001)
- Milligan's Ark
- The Spike Milligan Letters (editada por Norma Farnes)
- More Spike Milligan Letters (editada por Norma Farnes)
- The Unpublished Spike Milligan BOX 18 (editada por Norma Farnes), London, Fourth Estate, 2006. ISBN 978-0-00-721427-3. [póstumo]
- The "According to" Books
  - The Bible—the Old Testament According to Spike Milligan (Michael Joseph, octubre de 1993)
  - Black Beauty According to Spike Milligan (Michael Joseph, 1996)
  - D.H.Lawrence's John Thomas and Lady Jane: According to Spike Milligan—Part II of "Lady Chatterley's Lover" (Michael Joseph, 1995)
  - Frankenstein According to Spike Milligan (Virgin, 1997)
  - The Hound of the Baskervilles According to Spike Milligan
  - Lady Chatterley's Lover According to Spike Milligan (Michael Joseph, abril de 1994)
  - Robin Hood According to Spike Milligan (Virgin, 1998)
  - Treasure Island According to Spike Milligan
  - Wuthering Heights According to Spike Milligan (Michael Joseph, 1994)

## Obra biográfica
- Ventham, Maxine (2002). Spike Milligan: His Part In Our Lives. London: Robson. ISBN 1-86105-530-7.
- Carpenter, Humphrey. Spike Milligan: The Biography. London, Hodder and Stoughton. 2003. ISBN 9780340826119
- Farnes, Norma. Spike: An Intimate Memoir. London, Harper Perennial. 2004. ISBN 1-84115-787-2 [Original, 2003] (Written by his “manager, mentor and troubleshooter for thirty or more years” - Eric Sykes, in Foreword)
- Scudamore, Pauline. Spike. London, Sutton Publishing. 2003. ISBN 9780750932547 This is a paperback publication of the hardcover biography, originalmente publicada como: Scudamore, Pauline (1985). Spike Milligan: A Biography. London: Granada. ISBN 0-246-12275-7.
- Games, Alexander (2003). The Essential Spike Milligan. London: Fourth Estate. ISBN 0-00-717103-X.
- Farnes, Norma (2004). The Compulsive Spike Milligan. London: Fourth Estate. ISBN 0-00-719543-5.
- McCann, Graham (2006). Spike & Co. London: Hodder & Stoughton. ISBN 0-340-89809-7.